# 八王子市立上柚木中学校

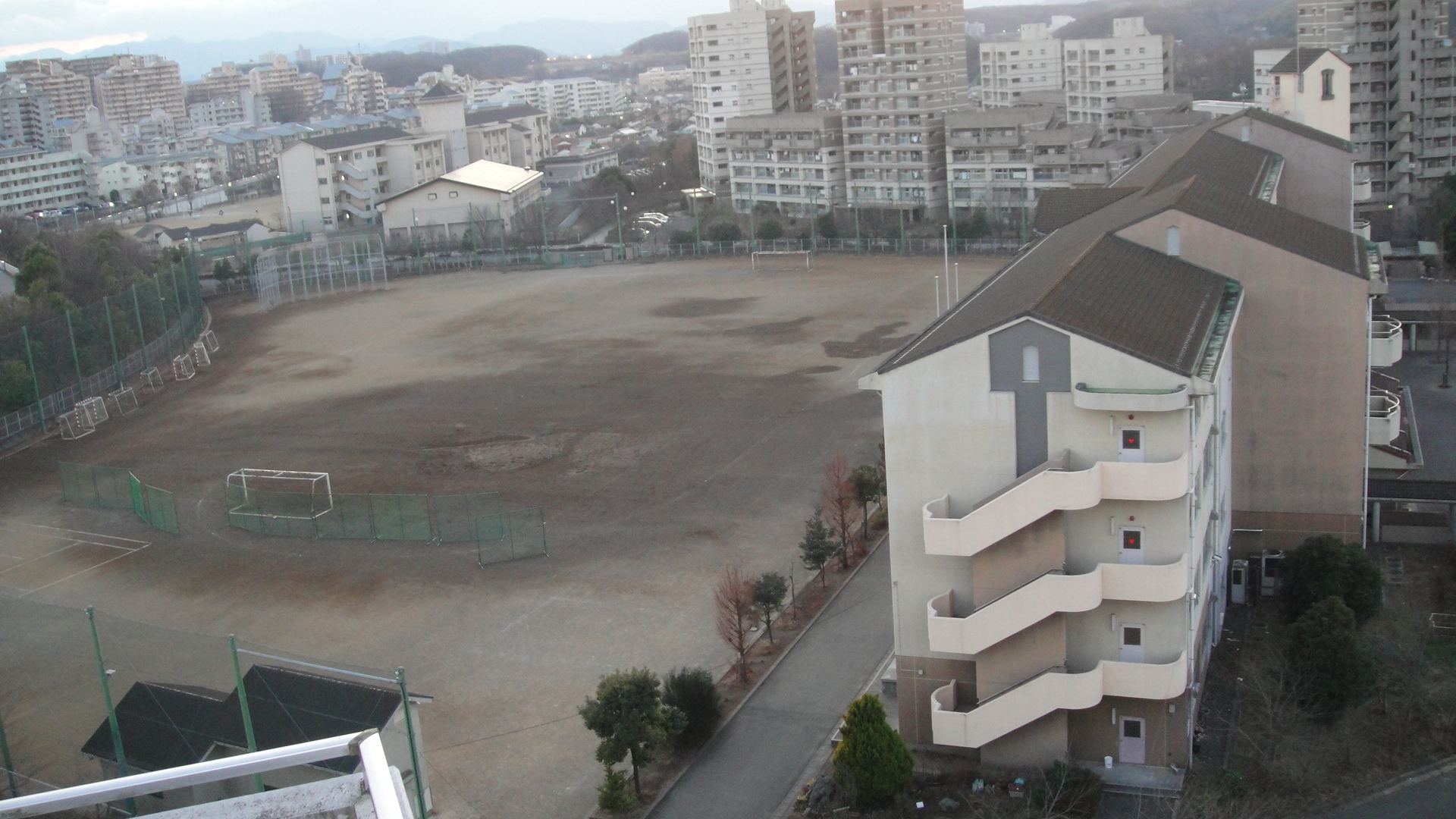
校庭側より

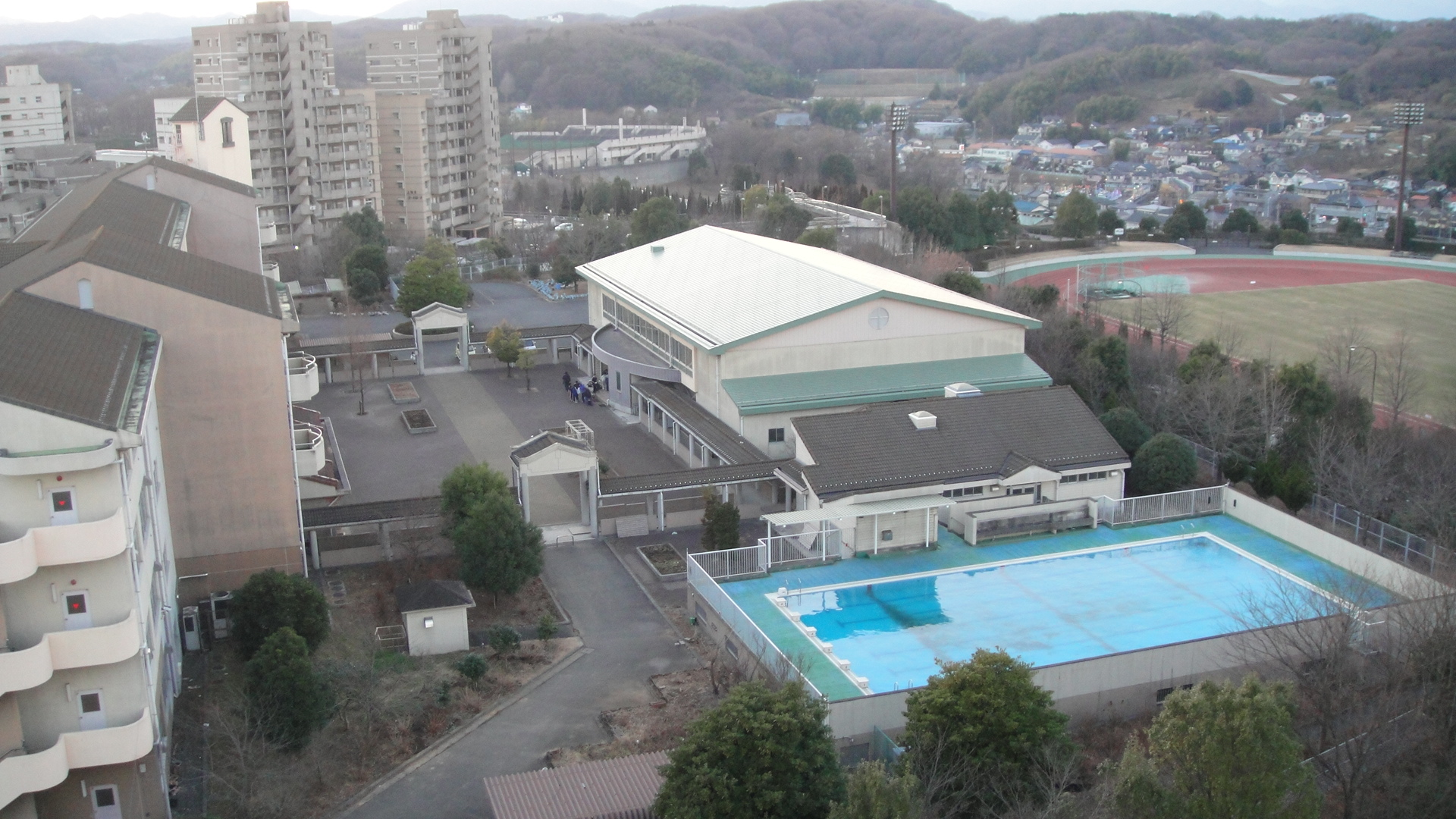
校舎裏側より

八王子市立上柚木中学校（はちおうじしりつ かみゆぎちゅうがっこう）は、東京都八王子市上柚木三丁目にある公立中学校である。

## 概要
敷地内には1200本の紫陽花が植えられている。
校庭は直線で100m以上とれる広さがあり、野球やサッカーの市大会の会場として使用されることもある。野球のライト線は神宮球場と同じである。
毎年8月には校庭で上柚木祭りが行われており、毎年多くの店や地域の住民などが参加している。
吹奏楽部が有名で毎年コンクール等で多くの賞を受賞している。

## 沿革
- 1994年3月31日 - 校舎が完成する。
- 1994年4月1日 - 開校。

## 教育方針
学校教育目標
1. 自ら学び、考えて行動する生徒
2. 礼儀正しく、責任を重んじる生徒
3. 心身をきたえ、勤労を尊ぶ生徒
4. 広い心を持ち、国際社会に役立つ生徒

## 学校行事
| - 4月 入学式 - 5月 - 6月 体育祭 あじさい祭り | - 7月 - 8月 上柚木祭（夏祭り） - 9月 職場体験（2年生） 修学旅行（3年生 奈良県・京都府方面） | - 10月 合唱祭 - 11月 - 12月 | - 1月 校外学習（2年生） - 2月 スキー教室（1年生、長野県白樺湖方面） - 3月 卒業式 |

## 生徒会活動
生徒会本部（役員会）の下、以下の委員会が活動している。
- 学年　　　委員会
- 放送　　　委員会
- 図書　　　委員会
- 保健給食　委員会
- 美化　　　委員会
- 生活　　　委員会

### 生徒会憲章
開校後、生徒会役員会を中心に約2年の討議を経て1996年（平成8年）11月20日に生徒会憲章を制定した。　　　　　　　　　　　　　　　　　　　　　　　　　　　
(下記は2017年(平成29年)5月12日に改訂されたもの)
1. 人の和を大切に!
2. 高めよう自主性を!
3. けじめのある生活を!
4. 環境を大切に!
5. 常に努力を!

## 学区
八王子市上柚木のうち、八王子市立由木中学校・八王子市立鑓水中学校に含まれない地域を学区としている。具体的には以下の地域。
- 八王子市
  - 上柚木227・242-248・291・685-695・734-1056・1070-1077・1078（都道の南側のみ）・1079-1131・1135・1136（都道の南側のみ）・1137-1156・2丁目1-12・2丁目90-872・2丁目1886以降・3丁目3・3丁目5・3丁目9-12・3丁目14・3丁目16・3丁目19

## 交通
- 京王電鉄京王相模原線 南大沢駅より徒歩15分
- 京王バス 上柚木小学校バス停